# Plazas de Roma
Las plazas de Roma representan aspectos históricos, arquitectónicos y turísticos, que constituyen una gran parte de la atmósfera especial de la "Ciudad Eterna". Este artículo trata sobre las plazas más importantes y destacadas de la ciudad.

## Plaza Barberini

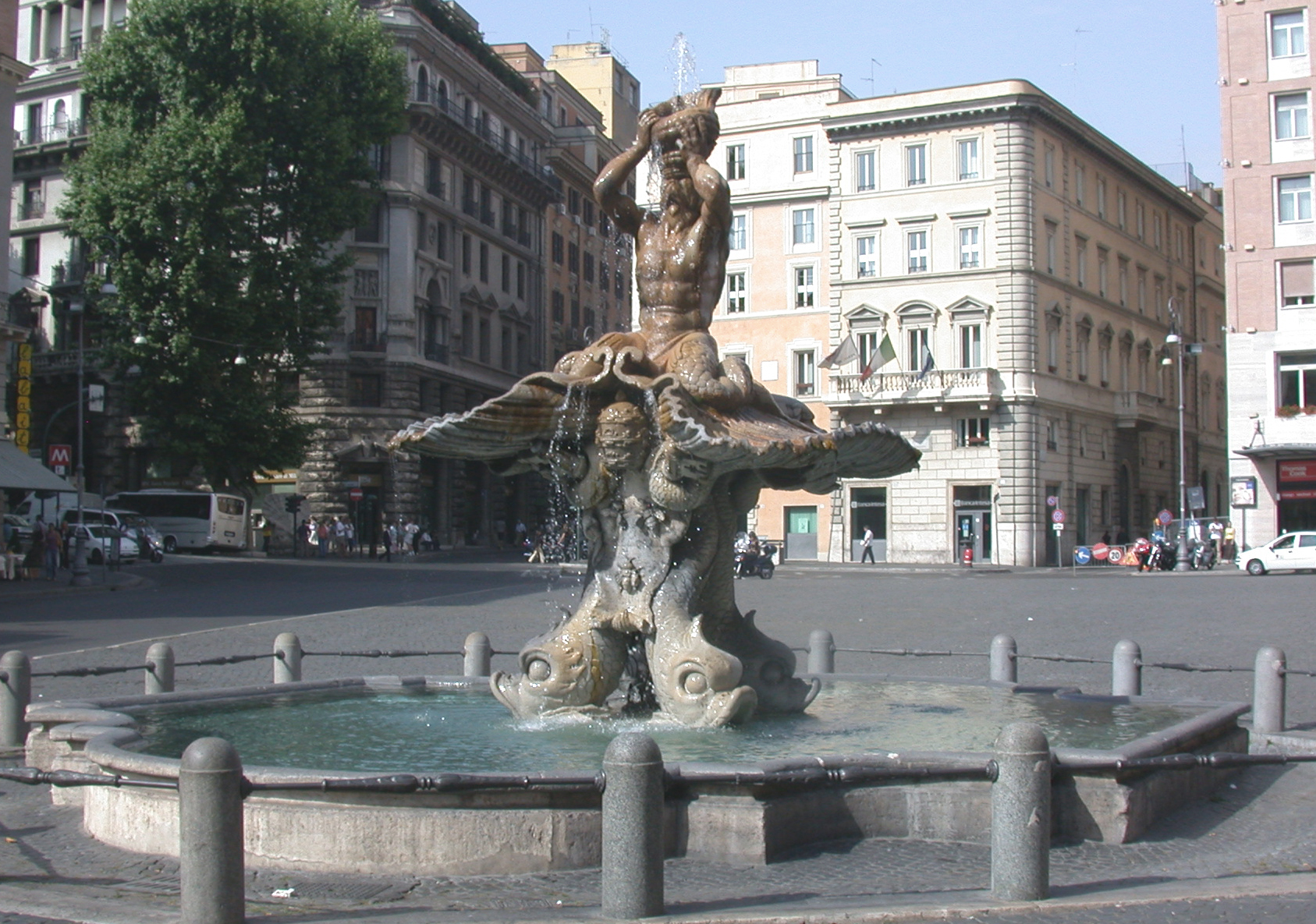
Plaza Barberini.

Se encuentra entre la colina Quirinal y los Jardines de Salustio, y toma el nombre del Palazzo Barberini que se encuentra sobre ella, aunque su acceso se ubica sobre la calle de las Quattro Fontane.
El imponente edificio, obra de Carlo Maderno, Gian Lorenzo Bernini y Francesco Borromini, en la actualidad sede de la Galería Nacional de Arte Antiguo, fue construido entre 1625 a 1633 por encargo del papa Urbano VIII Barberini.
En el centro de la plaza se encuentra la Fuente del Tritón obra célebre de Bernini.

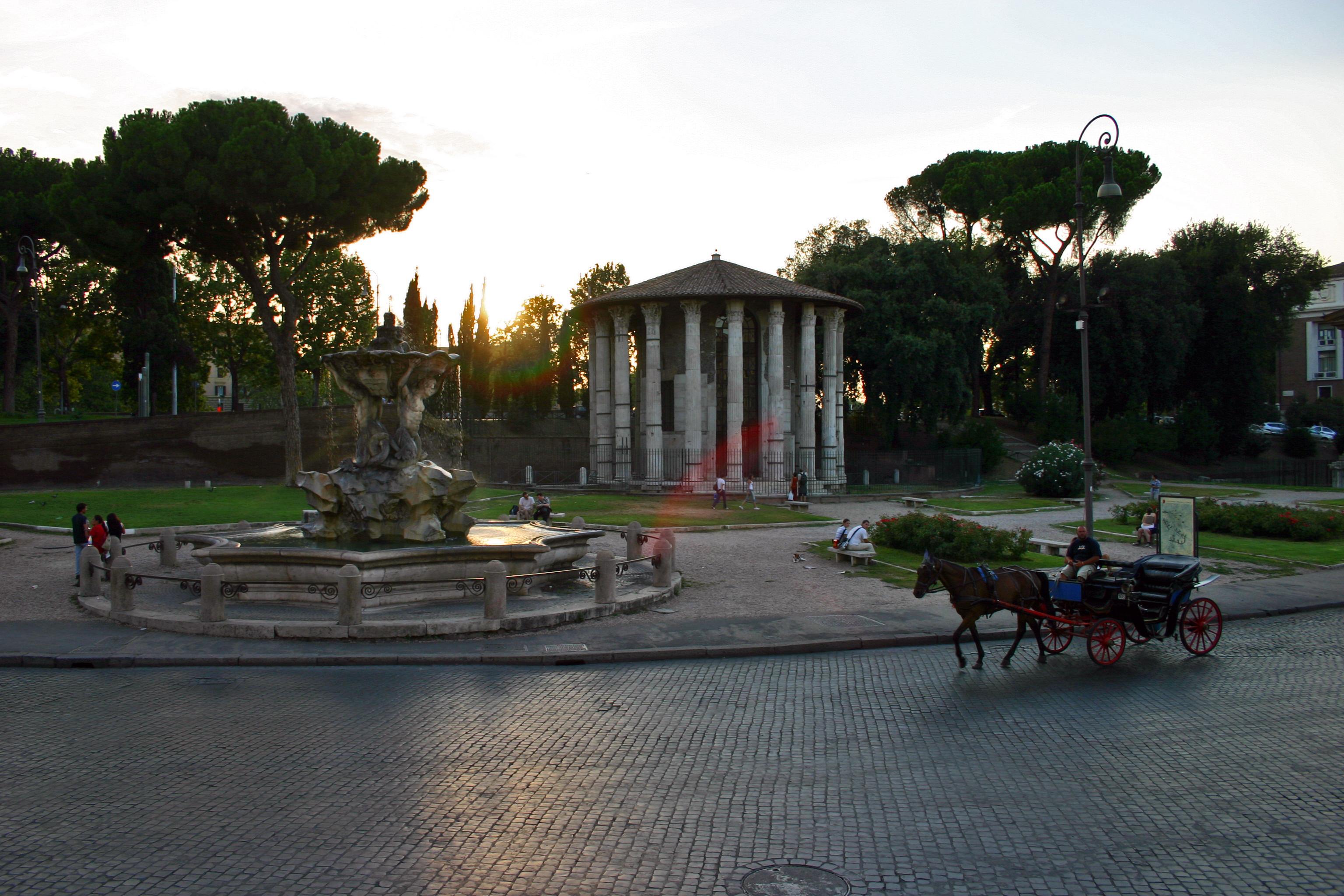
Plaza de la Bocca della Verità.

## Plaza de la boca de la verdad
Ubicada en la antigua zona del Foro Boario, frente a la Isola Tiberina, toma su nombre de una tapa de alcantarilla de la época romana tallada en roca, que representa una máscara (Bocca della Verità), en la actualidad colocada en el pórtico de Santa Maria in Cosmedin, una iglesia antigua del siglo VI.
Además de la iglesia, sobre la plaza se encuentran dos antiguos templos romanos: el Templo de Hércules Víctor y el Templo de Portunus.

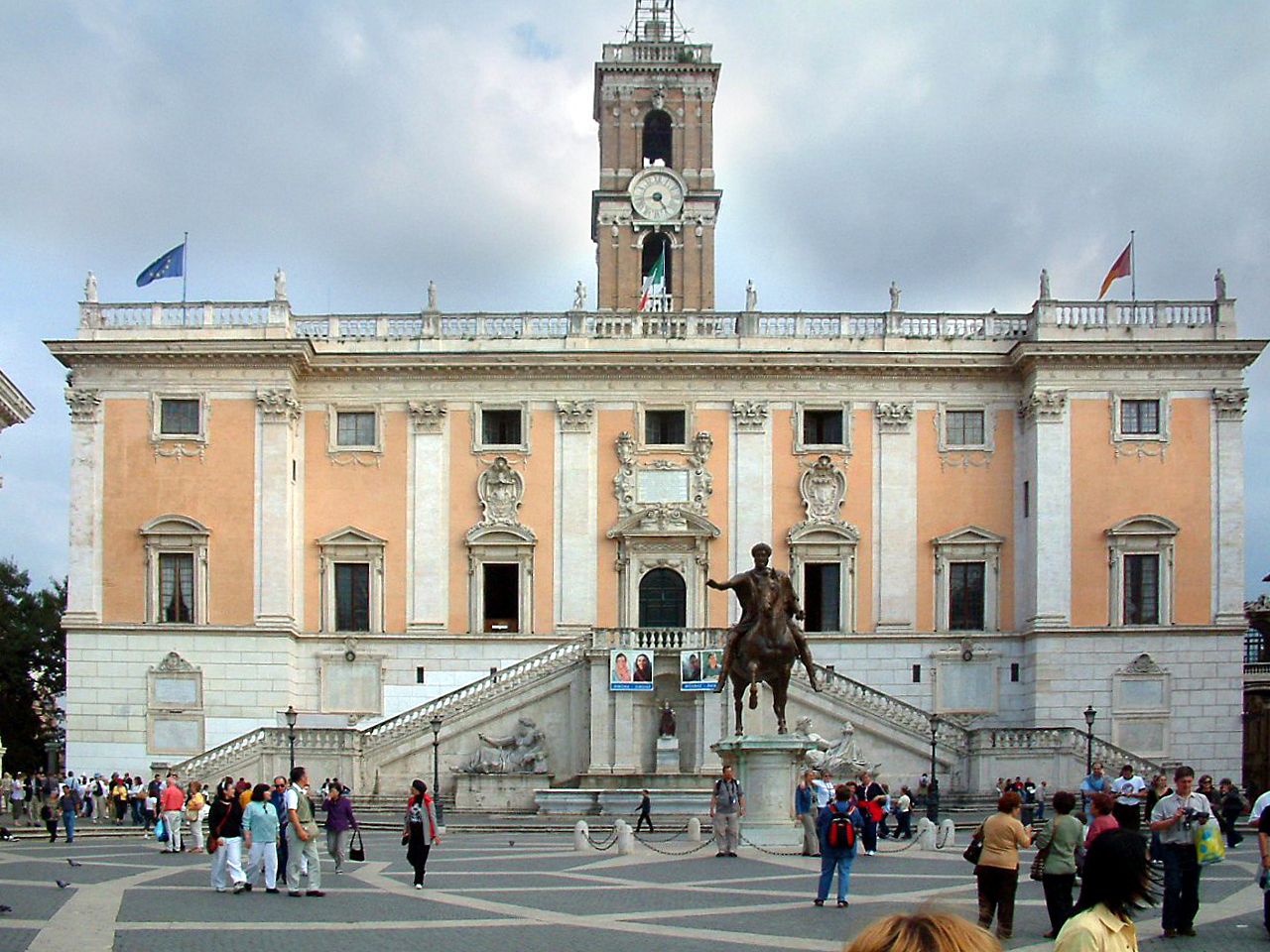
Plaza del Campidoglio.

## Plaza del Campidoglio
La plaza del Campidoglio de forma trapezoidal se encuentra sobre la colina homónima, en el fondo se encuentra delimitada por el Palacio Senatorial sede del gobierno comunal, y en los laterales por el Palazzo dei Conservatori y el Palazzo Nuovo, la misma fue proyectada en su forma actual por Michelangelo, que además diseñó la estrella de doce puntas en el pavimento con piedras de travertino y la Cordonata de acceso. En el centro de la plaza, sobre una base también diseño de Miguel Ángel, se yergue desde 1997, una copia de la estatua ecuestre del emperador Marco Aurelio: el original, el único gran bronce ecuestre romano que ha llegado íntegro hasta nuestros días, luego de un proceso de restauración que demandó diez años fue colocado en 2006 dentro de l Musei Capitolini, en el nuevo Jardín Romano, bajo una gran cubierta de cristal obra de Carlo Aymonino.
La plaza se encuentra rodeada en tres de sus laterales por palacios renacentistas: al fondo el Palacio Senatorial, por la izquierda por el Palazzo dei Conservatori y por la derecha por el Palazzo Nuovo. La plaza se abre ante una gran escalinata la Cordonata, que asciende desde el bajo y que se encuentra flanqueada en la parte superior por las estatuas de Cástor y Pólux.
El Palacio del Conservador y el Palacio Nuevo albergan los Musei Capitolini, inaugurado en 1735, con muestras destacadas. En el extremo donde convergen el Palacio Senatorial y el Palacio del Conservador se tiene una hermosa vista de toda la Ciudad del Vaticano. En la plaza se suelen realizar conciertos gratuitos.

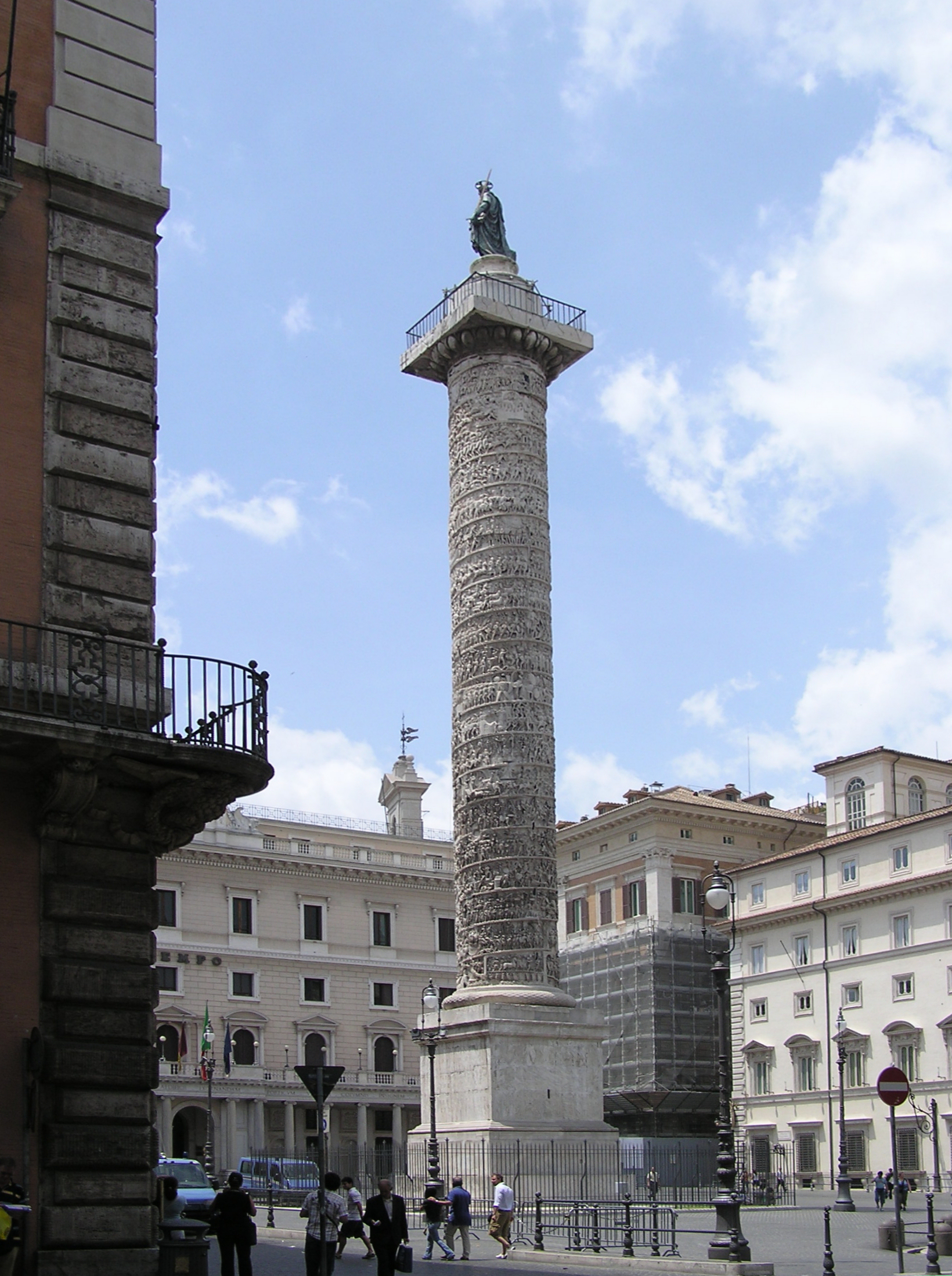
Plaza Colonna.

## Plaza Colonna
Toma su nombre de la colosal columna de Marco Aurelio o Aureliana, columna coclide erigida en conmemoración de la victoria del emperador sobre los marcomanos.
Sobre la plaza y en las cercanías inmediatas se encuentran los principales edificios que alojan al poder político nacional: Palazzo Chigi, sede de la Presidencia del Consejo de Ministros, al lado el Palazzo Montecitorio, sede de la Cámara de Diputados, en las inmediaciones Palazzo Madama, sede del Senado de la República.

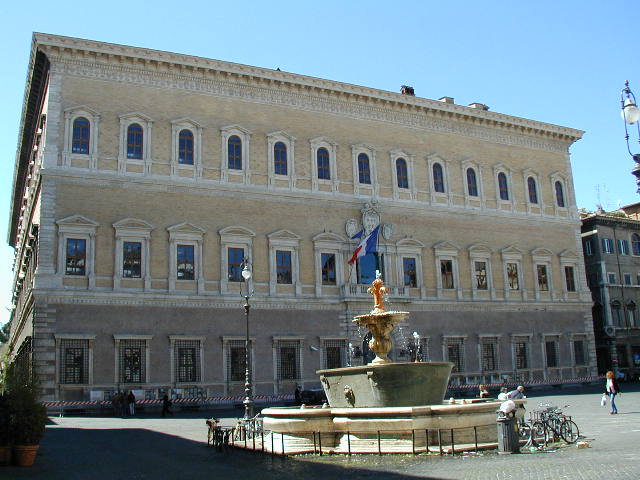
Plaza Farnese.

## Plaza Farnese
La plaza se encuentra dominada por el imponente Palazzo Farnese, sede de la embajada de Francia desde 1874 y de la Ecole française de Rome desde 1875. El edificio, obra de Sangallo y Miguel Ángel, es considerado el palacio renacentista más hermoso romano. La fachada, construida en ladrillo y travertino, fue restaurada para el Jubileo de 2000. Según un acuerdo de 1936 entre los gobiernos italiano y francés, el edificio fue arrendado a Francia por un período de 99 años por una suma puramente simbólica, a cambio de un edificio parisino utilizado por la Embajada de Italia.
Sobre los lados de la plaza se ubican dos grandes tinas de granito, provenientes de las Termas de Caracalla, que forman las bases de las fuentes que se decoran con el lirio de los Farnese. El convento y la iglesia anexa de Santa Brigida, protectora de Suecia, se encuentran en el sitio donde la santa falleció en 1373.

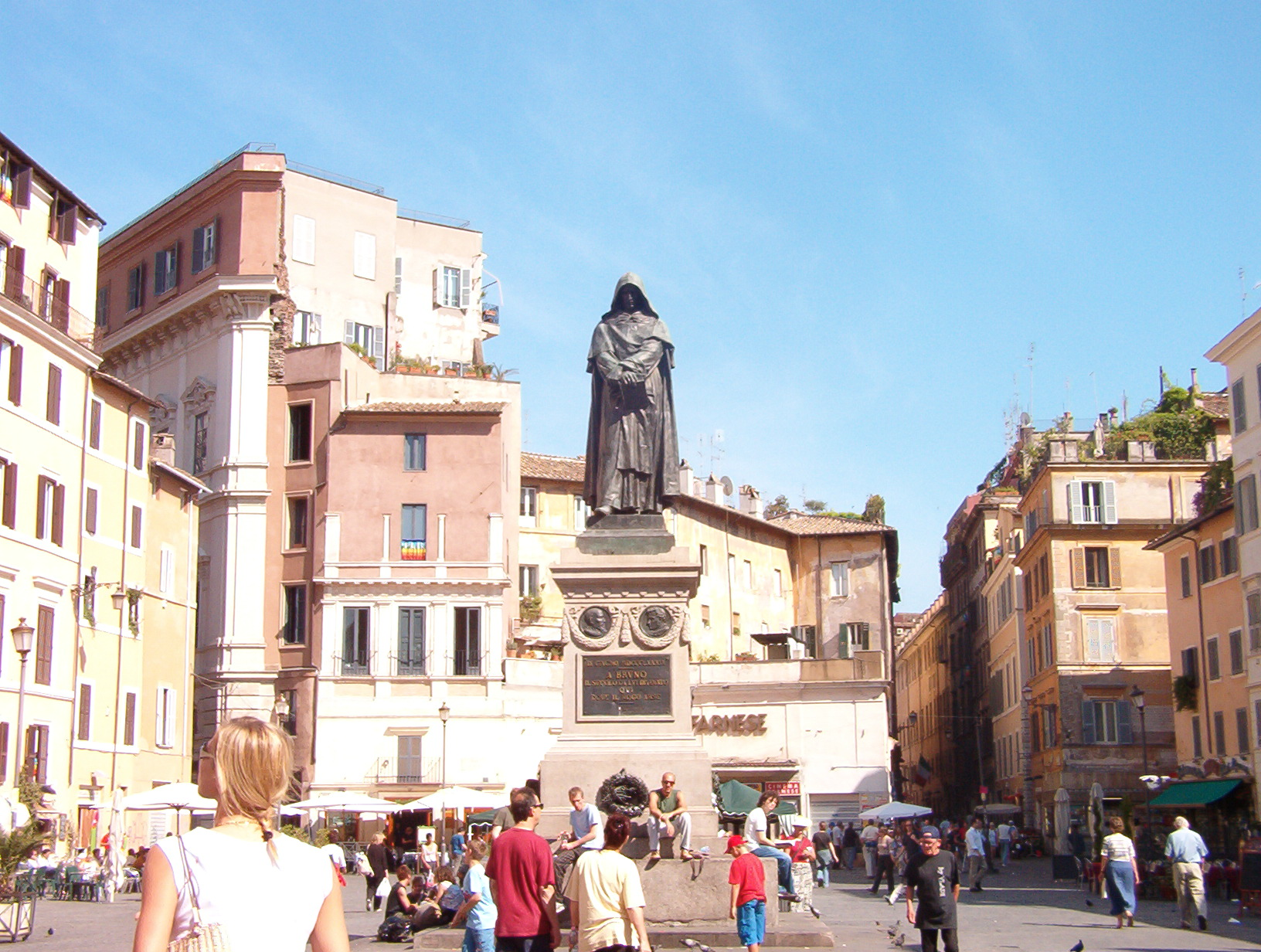
Campo de' Fiori.

## Campo de' Fiori
La plaza aloja desde 1869 un pintoresco mercado regional de alimentos. 
Con anterioridad había sido un sitio donde se ofrecían representaciones, carreras de caballos y ejecuciones. En su centro se encuentra la gran estatua de bronce, inaugurada en 1887, obra de Ettore Ferrari, de Giordano Bruno filósofo y fraile dominico, condenado a morir por herejía y quemado vivo el 17 de febrero de 1600, justo donde está su monumento.
Campo de' Fiori es la única gran plaza romana que no posee una iglesia. La calle es un sitio popular de encuentro, con numerosos bares y restaurantes.

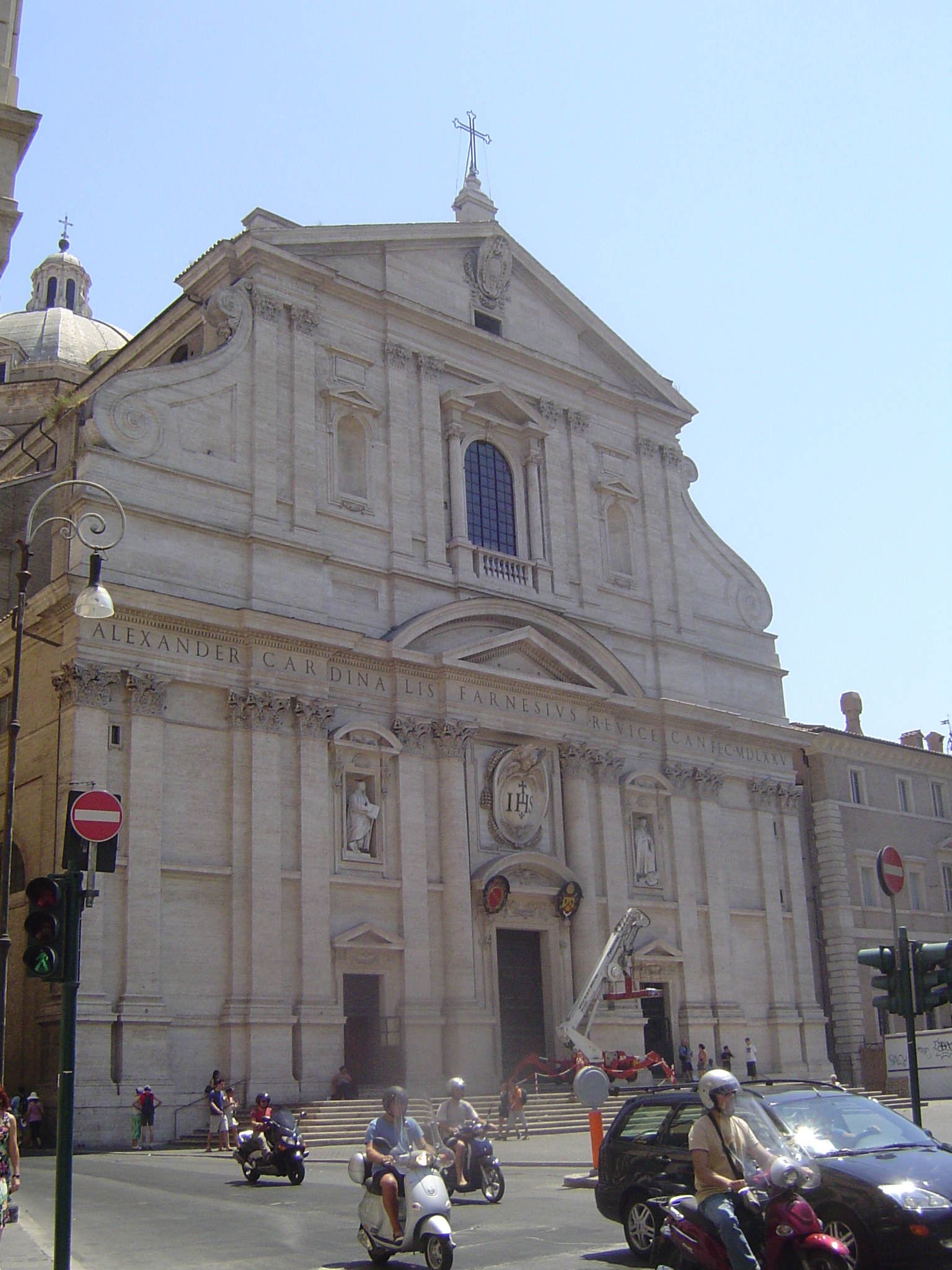
Plaza del Gesù frente a la iglesia.

## Plaza del Gesù
Ubicada frente de la iglesia homónima, allí se encuentra el palacio donde durante casi cuarenta años ha tenido su sede la Democracia Cristiana (1942-1994) y dicha iglesia es la "iglesia madre" de la Compañía de Jesús.

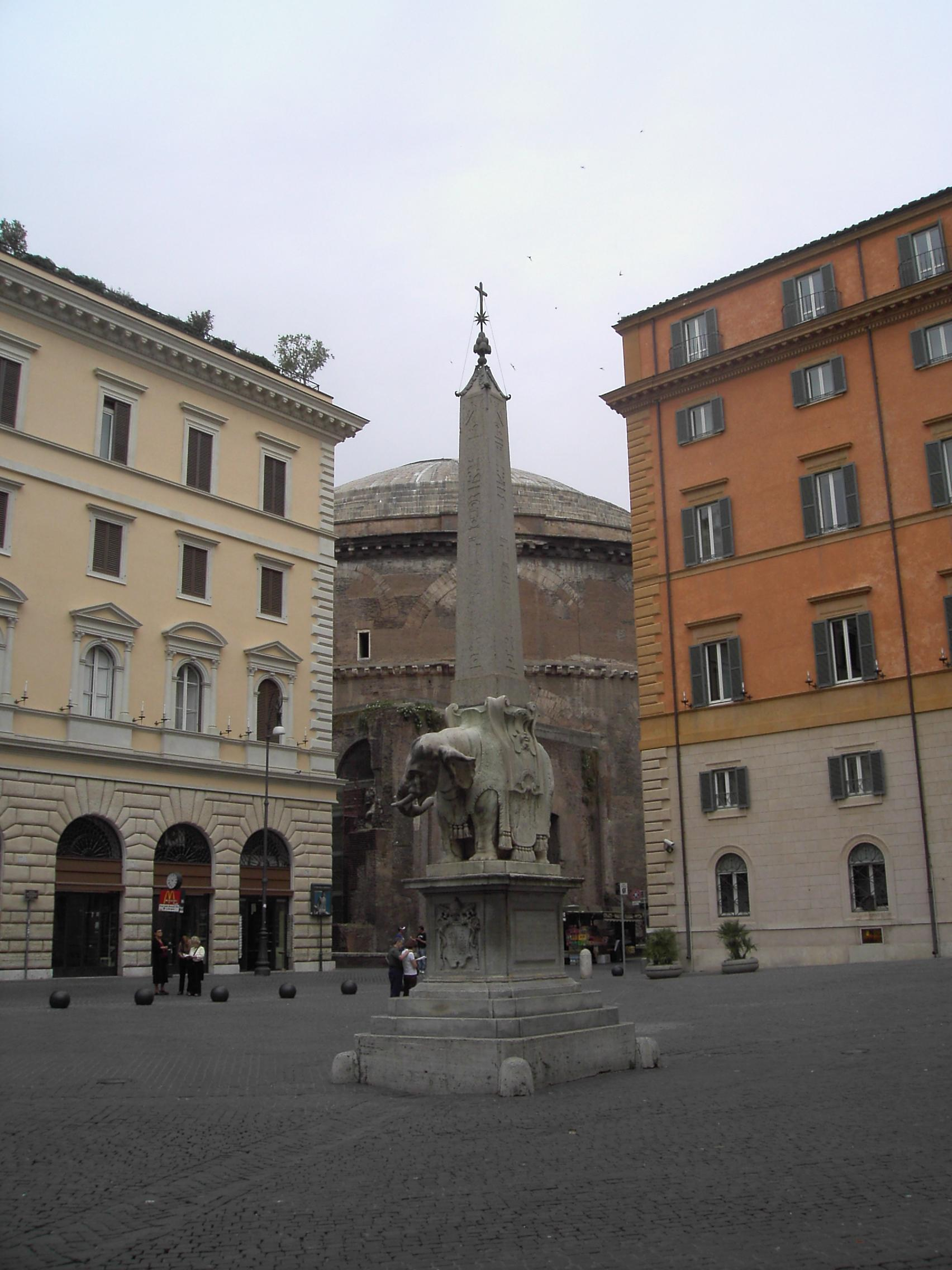
Plaza de Minerva.

## Plaza de Minerva
Toma su nombre de un antiguo templo dedicado a Minerva donde sobre sus ruinas, según la tradición, en el siglo VIII fue construida la iglesia de Santa Maria sopra Minerva, desde 1566 basílica menor. Frente a la iglesia se encuentra un precioso y característico monumento: "El Elefantito" de Bernini con un obelisco sobre su lomo, llamado "il pulcin della Minerva". Pulcin es la corrupción del sobrenombre original porcin en sentido de cerdo, puerco: esta es la denominación que los romanos le dan al pequeño paquidermo.
En el edificio que fue de los frailes dominicos de Santa Maria sopra Minerva, antiguamente la sede del Santo Oficio (aquí se realizó en 1633 el proceso a Galileo Galilei y es donde pronunció su célebre abjuración), desde 1870 fue sede del Ministerio de Instrucción Pública y posteriormente del Ministerio de Correos y Telecomunicaciones, en la actualidad aloja la biblioteca del Senado, dedicada a Giovanni Spadolini.

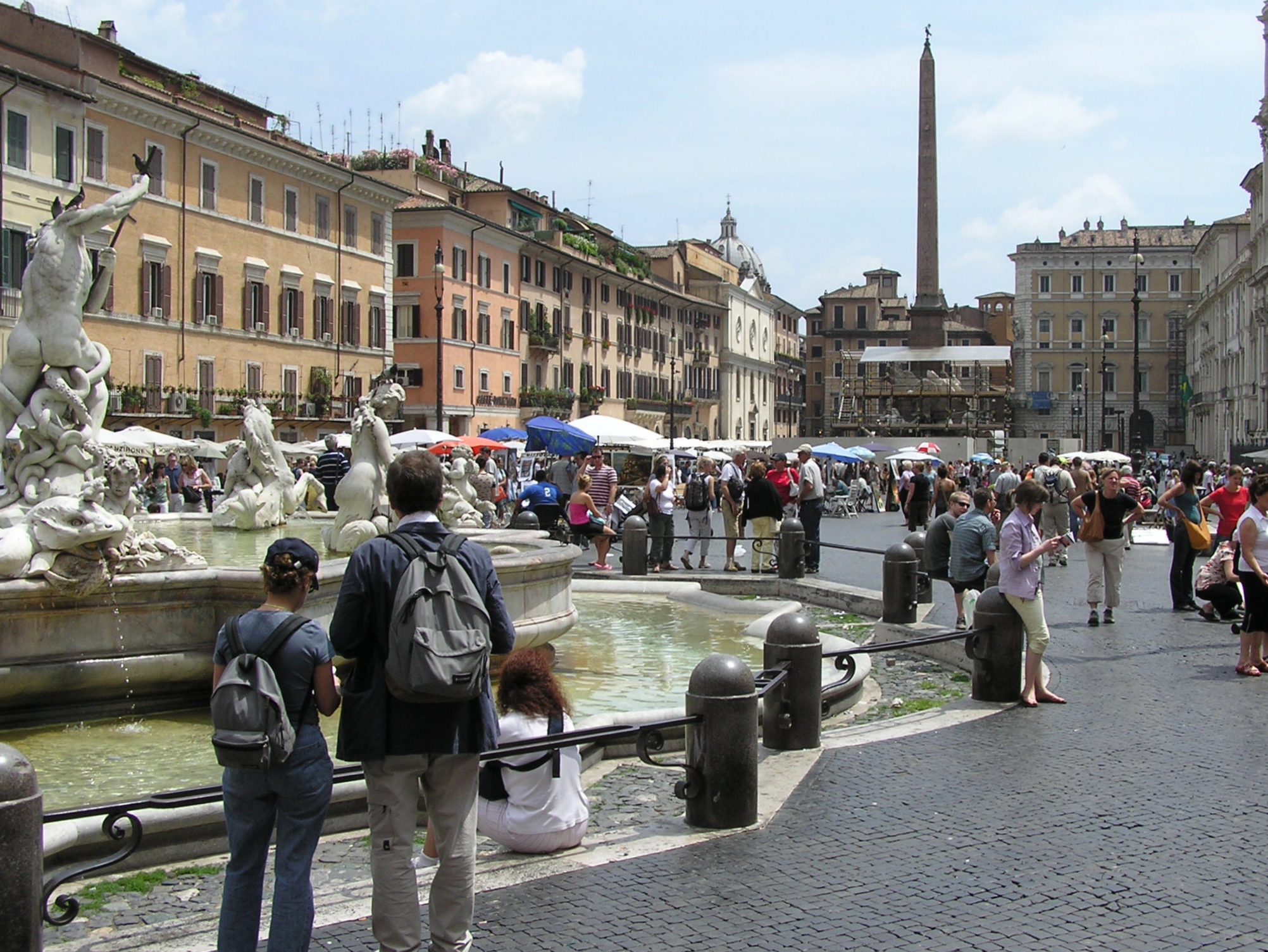
Plaza Navona.

## Plaza Navona
Es una de las plazas romanas más sugestivas y célebres. Se encuentra en el sitio donde el emperador Domiciano ordenó construir un estadio para realizar juegos atléticos griegos junto con representaciones musicales y ecuestres que formaban parte del "certamen capitolinum" en honor de Júpiter. El perímetro de la plaza resalta la forma alargada del antiguo monumento. Los edificios circundantes se encuentran construidos sobre los cimientos de las tribunas del estadio. Parte del estadio es visible en la plaza de Tor Sanguigna. En 1500 aquí se realizaban combates de animales. En el siglo XVIII la plaza era inundada, creando un lago artificial para representaciones náuticas. Desde el inicio de la era moderna Plaza Navona es el centro del Carnaval romano.
Tres fuentes barrocas adornan la plaza: la Fuente de los Cuatro Ríos de Gian Lorenzo Bernini en el centro, la Fuente del Moro y la Fuente de Neptuno en el otro extremo. Se destaca la iglesia de Sant'Agnese in Agone de Francesco Borromini, restaurada en 2006-2007, una de las mayores obras del barroco romano. Los dos grandes artistas fueron encarnizados rivales y hay quienes creen reconocer en el gesto de una de las estatuas de la fuente central, el Río de la Plata, un mensaje de desprecio o burla de Bernini sobre la estabilidad precaria de la iglesia. La historia es divertida y seguramente falsa: la fuente inaugurada en 1651, fue en realidad realizada antes que Sant'Agnese, comenzada en 1652. La plaza está siempre repleta de gente tanto de día como al atardecer, principalmente turistas y vendedores de recuerdos. Durante la Navidad en ella se monta un mercado callejero donde se venden pesebres y estatuillas del pesebre.

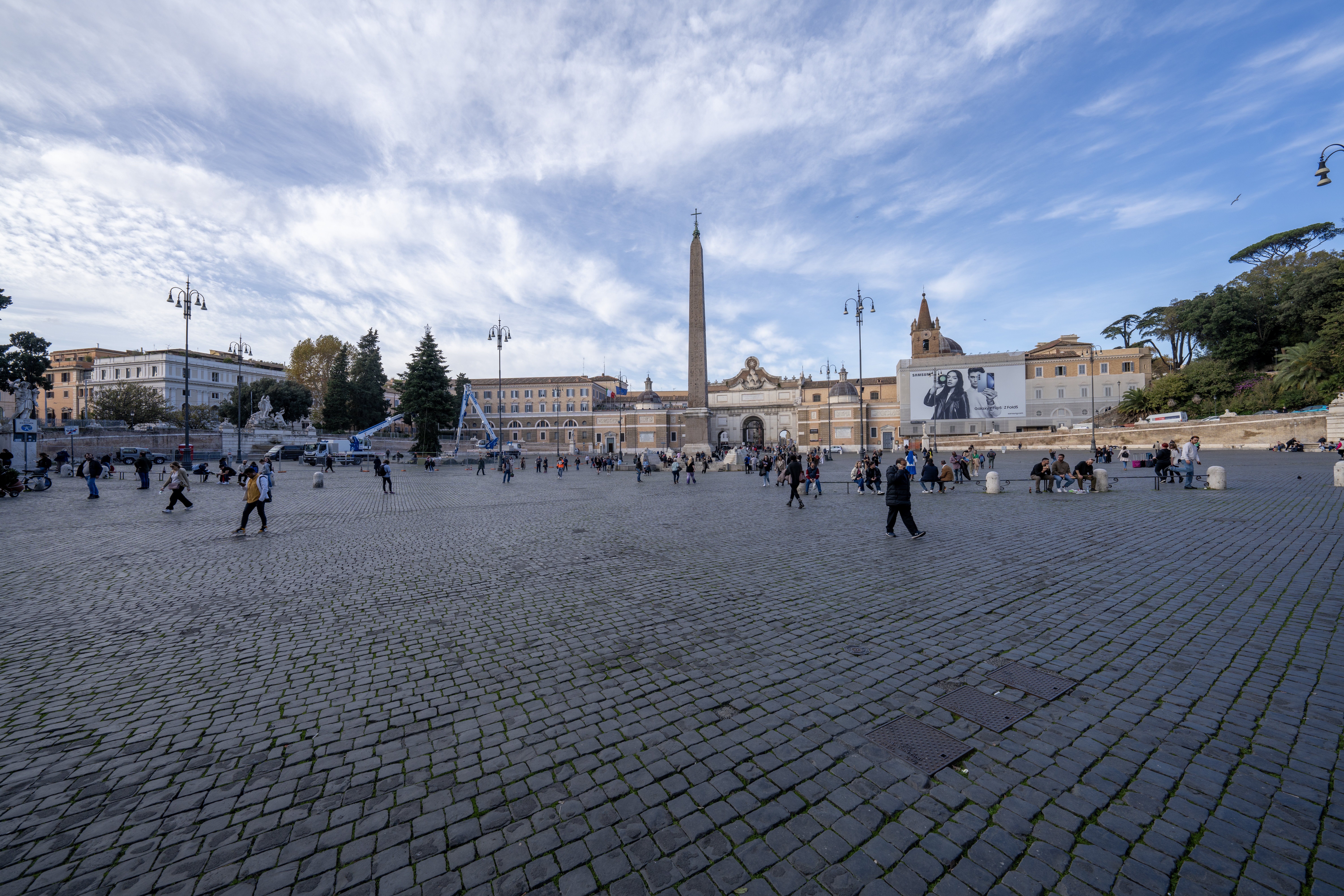
Plaza del Popolo